# 독재소공화국
"독재소공화국"은 1991년에 개봉한 대한민국의 영화이다.

## 캐스팅
- 김서라 : 김진영 역
- 이진수 : 김두태 역
- 차철순 : 이찬식 역
- 최재성 : 김선우 역
- 박준규 : 임석구 역
- 김승환 : 이재학 역
- 신용규 : 박창민 역
- 박재호 : 조태호 역
- 김정식 : 정우진 역
- 이근희 : 부관 역
- 라재웅 : 최경수 역
- 석지희 : 미정 역
- 황의권 : 한성 역
- 윤희철 : 철희 역
- 윤영민 : 영민 역
- 이상훈 : 상훈 역
- 이해룡 : 졸업생 역
- 전국환 : 졸업생 역
- 신찬일 : 졸업생 역
- 강남진 : 졸업생 역
- 장정국 : 경찰 역
- 김우석 : 경찰 역
- 안진수 : 경찰 역
- 허준호 : 사회자 역
- 김을동 : 나주댁 역 (특별출연)
- 박규채 : 김 회장 역 (특별출연)
- 김완선 (특별출연 & 주제가)